# The Accidental Spy
The Accidental Spy (Brasil: Espião por Acidente ; mandarim: 特務迷城) é um filme hong-kongo-estadunidense de 2001, do gênero ação, dirigido por Teddy Chan e estrelado por Jackie Chan.

## Elenco
- Jackie Chan - Buck Yuen/Bei
- Eric Tsang - Manny Liu
- Vivian Hsu - Yong
- Kim Min-jeong - Carmen Wong
- Wu Hsing-kuo - Lee Sang-zen (Mr. Zen)
- Cheung Tat-ming - Stan
- Pauline Suen - Esposa do milionário
- Alfred Cheung - Advogado
- Teresa Ha
- Anthony Rene Jones - Philip Ashley
- Glory Simon - Repórter da TCN
- Scott Adkins - Lance (Guarda-costas de Lee)
- Didem Erol - Namorada do chefe da Máfia
- Lillian Ho - Candice
- Gordon Alexander - Capanga de Lee
- Joh Young-kwon - Park Won-jung
- Poon Hang-sang - Milionário
- Ken Chang - Policial do shopping
- Ray Pang - Barman
- Lemon Liu - Oficial
- Murat Yilmaz - Celik
- Vincent Kok - Trabalhador
- Vahdet Çakar - Policial
- Chiu-Yau Dang - Ladrão
- James Hills - Mendigo
- Joh Kwan - Park Won Jung